# استخوان‌های خورشیدی
استخوان‌های خورشیدی (به انگلیسی: Solar Bones) یک رمان با فرم جریان سیال ذهن، نوشتهٔ مایک مک‌کورمک نویسنده‌ی ایرلندی است که در سال ۲۰۱۶ در ایرلند توسط انتشارات ترامپ پرس منتشر شد. این رمان در سال ۲۰۱۶ برنده جایزهٔ کتاب سال BGE ایرلند، در همان سال برنده جایزه ادبی گلداسمیت، در سال ۲۰۱۷ نامزد دریافت جایزه ادبی من بوکر و در سال ۲۰۱۸ برنده جایزه ایمپک دوبلین شد.
استخوان‌های خورشیدی از سوی بسیاری از نشریات و مراکز فرهنگی به‌عنوان یکی از کتاب‌های برگزیدهٔ سال انتخاب شده‌است، از جمله:
Times،NPR،American Library Association،Chicago Public Library،Irish Times Book Club،The New York Times
این کتاب رتبهٔ نخستِ کتاب‌های بزرگسالی را که در سال ۲۰۱۸ از کتابخانه‌های ایرلند به امانت گرفته شده‌اند به‌دست‌آورد و ترجمهٔ ایتالیاییِ آن، جایزهٔ Premio Annibal Caro کشور ایتالیا را در سال ۲۰۱۹ از آن خود کرد.
در پایان سال ۲۱۰۹، کتاب استخوان‌های خورشیدی از سوی نشریه‌ی IrishTimes به‌عنوان یکی از ۵ کتاب مطرح جهان در دهه‌ی گذشته‌ی میلادی معرفی شد و ترجمه‌ی یونانی آن درکنار آثاری از پل آستر و نویسندگانی دیگر، به لیست ۱۰ کتاب نهاییِ جایزه‌ی ادبی آتن ۲۰۱۹ راه پیدا کرد.
نسخهٔ فارسی کتاب استخوان‌های خورشیدی را نشر نیماژ با ترجمه‌ی آرمین کاظمیان به‌چاپ رسانده است.

## طرح داستان
این کتاب، تأملات ذهنی یک مهندس میانسال است. تأملاتی که در روز ارواح ِ درگذشته، وقتی چند ساعت پشت میز آشپزحانه نشسته است به او هجوم می‌آورند. او با نگاهی انتقادی و هستی‌شناسانه به واکاوی خاطرات، رخدادهای سیاسی اجتماعی و باورهای بشر می‌پردازد. در این میان، رویکرد فلسفی و اندیشمندانه‌ی او در مرور مفاهیمی که حیطه‌ی بودن را در طول زندگی تحت‌تأثیر قرار می‌دهند، قابل‌توجه است.